# Browar Grodziec
Browar Grodziec – browar parowy założony w Grodźcu (dzielnicy Będzina) w 1800 r. przez hrabiego Bonatiego, ówczesnego dziedzica miejscowości. W latach 40. XIX wieku należał do nowego dziedzica, Stanisława Ciechanowskiego. W latach 1863–1933 właścicielem była A. Troppauer Spółka Akcyjna, którą tworzyli: Abraham Troppauer, Izaak Szpiegelman i Kalman Troppauer.
- Kapitał 1 300 000 zł został podzielony na 1 300 akcji na okaziciela po 1000 zł nominalnej wartości.
- Browar i słodownia wyposażona była w silnik parowy o mocy 12 koni mechanicznych. Zatrudniał około 30 robotników. Produkcja w 1934 r. wyniosła około 854 954 hektolitrów piwa.
- Browar zamknięto w roku 1948. Nieczynne zabytkowe obiekty po browarze wykorzystywane były m.in. na magazyny zbożowe, magazyny mebli, hurtowni win i napojów oraz mleka i wyrobów mlecznych.